# Сулюклинский сельсовет
Сулюклинский сельсовет — упразднённые административно-территориальная единица и муниципальное образование со статусом сельского поселения в составе Сафакулевского района Курганской области.
Административный центр — село Сулюклино.
15 марта 2022 года сельсовет был упразднён в связи с преобразованием муниципального района в муниципальный округ.

## История
В соответствии с Законом Курганской области от 6 июля 2004 года № 419 сельсовет наделён статусом сельского поселения.

## Население
| 1989 | 2002  | 2004  | 2010  | 2012 | 2013 | 2014 |
| ---- | ----- | ----- | ----- | ---- | ---- | ---- |
| 1089 | ↗1159 | ↗1191 | ↘1010 | ↘971 | ↘956 | ↘948 |
| 2015 | 2016  | 2017  | 2018  | 2019 | 2020 |      |
| ↘895 | ↘878  | ↘840  | ↘790  | ↘765 | ↗768 |      |

## Состав сельского поселения
| № | Населённый пункт | Тип населённого пункта       | Население |
| - | ---------------- | ---------------------------- | --------- |
| 1 | Абултаево        | деревня                      | ↘410      |
| 2 | Сулюклино        | село, административный центр | ↘600      |